# Shaparak Shajarizadeh
Shaparak Shajarizadeh (persa: شاپرک شجری‌زاده; Iran, 1973) és una activista iraniana que lluita contra l'ús obligatori del vel al seu país. El 2018 fou considerada una de les 100 dones més influents per la BBC.
Va ser condemnada el 2018 a dos anys de presó i 18 anys de llibertat condicional per protestar contra el vel obligatori. Des de la Revolució Islàmica de 1978 el vel és obligatori a l'Iran. Segons l'article 638 de la Llei de càstig islàmic, anar sense vel correspon a penes de 10 dies fins a dos mesos de presó o el pagament de 50.000 fins a 500.000 rials en efectiu, mentre que segons l'article 639 animar a no portar el vel és castigat amb entre 1 i 10 anys de presó. Va ser una participant activa del moviment White Wednesdays que s'oposa a l'ús del vel. La seva advocada Nasrin Sotoudeh va dir que no entenia perquè es va detenir amb tanta rapidesa la seva clienta i en canvi no es fa el mateix amb els lladres i els assassins. Després de la condemna va anar al Canadà on viu exiliada.

## Obres
- La liberté n'est pas un crime, coescrit amb Rima Elkouri (2020)